# Longobardia
Longobardia (în limba greacă: Λογγοβαρδία, cu variantele Λογγιβαρδία, Longibardia și Λαγουβαρδία, Lagoubardia), a fost un termen bizantin care desemna teritoriile controlate de către longobarzi în Peninsula Italică. Mai târziu, în secolele al IX-lea și al X-lea, termenul a ajuns să semnifice o provincie bizantină (thema) situată în Italia de sud-est.

## Istoria
Termenul a fost în mod tradițional utilizat pentru desemnarea posesiunilor longobarzilor. Cronicarul Teofan Mărturisitorul făcea distincție între "Longobardia Mare" (în limba greacă: Μεγάλη Λογγοβαρδία; în limba latină: Longobardia major), în speță Regatul longobard din Italia de nord, și  "Longobardia" (în latină: Longobardia minor), care cuprindea sudul Italiei, cu formațiunile statale longobarde ale ducatului de Spoleto, principatului de Salerno și principatului de Capua, cu posesiunile bizantine directe și cu orașele-stat (Ducatul de Neapole, Ducatul de Gaeta și Ducatul de Amalfi), de asemenea sub suzeranitatea bizantină.
În sensul său cel mai strict și mai tehnic, numele se refera la thema bizantină care înconjura actuale regiune Apulia și părți din Basilicata, având orașul Bari drept reședință. Originea și evoluția acestei theme nu sunt limpezi. Instituirea ei, probabil inițial subordonată față de thema de Cefalonia datează din jurul anului 876, atunci când Bari a fost recucerit de către bizantini, care l-au folosit apoi ca bază pentru restabilirea controlului asupra sudului Italiei, pierdute în secolele anterioare în favoarea longobarzilor și sarazinilor. În jurul lui 893, se pare că era administrată laolaltă cu celelalte themata din Europa ale Bizanțului. Un strategos distinct, a cărui prezență ar implica ridicarea la o adevărată thema, este atestat abia începând cu anul 911. În 938 și 965, ea apare unită cu thema de Calabria, cu toate că durata unei asemenea situații nu este clară. În orice caz, după circa 965, cele două themata devin definitiv unite în Catepanatul de Italia, o nouă structură condusă de un catepan având sediul la .